# Санта Масенца (Тренто)
Санта Масенца је насеље у Италији у округу Тренто, региону Трентино-Јужни Тирол.
Према процени из 2011. у насељу је живело 142 становника. Насеље се налази на надморској висини од 251 м.